# Orde de Frares Menors Conventuals
L'Orde dels Frares Menors Conventuals (en llatí: Ordo fratrum minorum conventualium) és un institut religiós masculí de dret pontifici: els frares d'aquest orde mendicant, anomenats Franciscans Conventuals, posposen el seu nom amb l'acrònim O.FMConv. Juntament amb els frares menors i els frares menors caputxins constitueixen el primer orde de la família franciscana i que van néixer com una branca dintre de l'Orde dels Frares Menors original, fundat per Sant Francesc d'Assís el 1209. Constitueix l'anomenat primer orde franciscà o minorita. Es pot considerar el tronc original de l'orde, a partir del qual van néixer els diferents grups reformats.
La denominació oficial es pot substituir localment per les tradicionals de Minoriten ("Menors", als països germànics i altres del centre d'Europa), Franciszkanie ("Franciscans", a Polònia i Bohèmia ), Greyfriars ("Frares grisos", en el context anglosaxó) i Cordeliers ("Frares de la Corda", a França i als països de parla francesa).
El ministre general de l'Orde (des del 2019 l'argentí fra Carlos Alberto Trovarelli) resideix, juntament amb els assistents generals, a Roma, al convent proper a la Basílica dei Santi XII Apostoli, on hi ha la Cúria General.

## Origen del nom

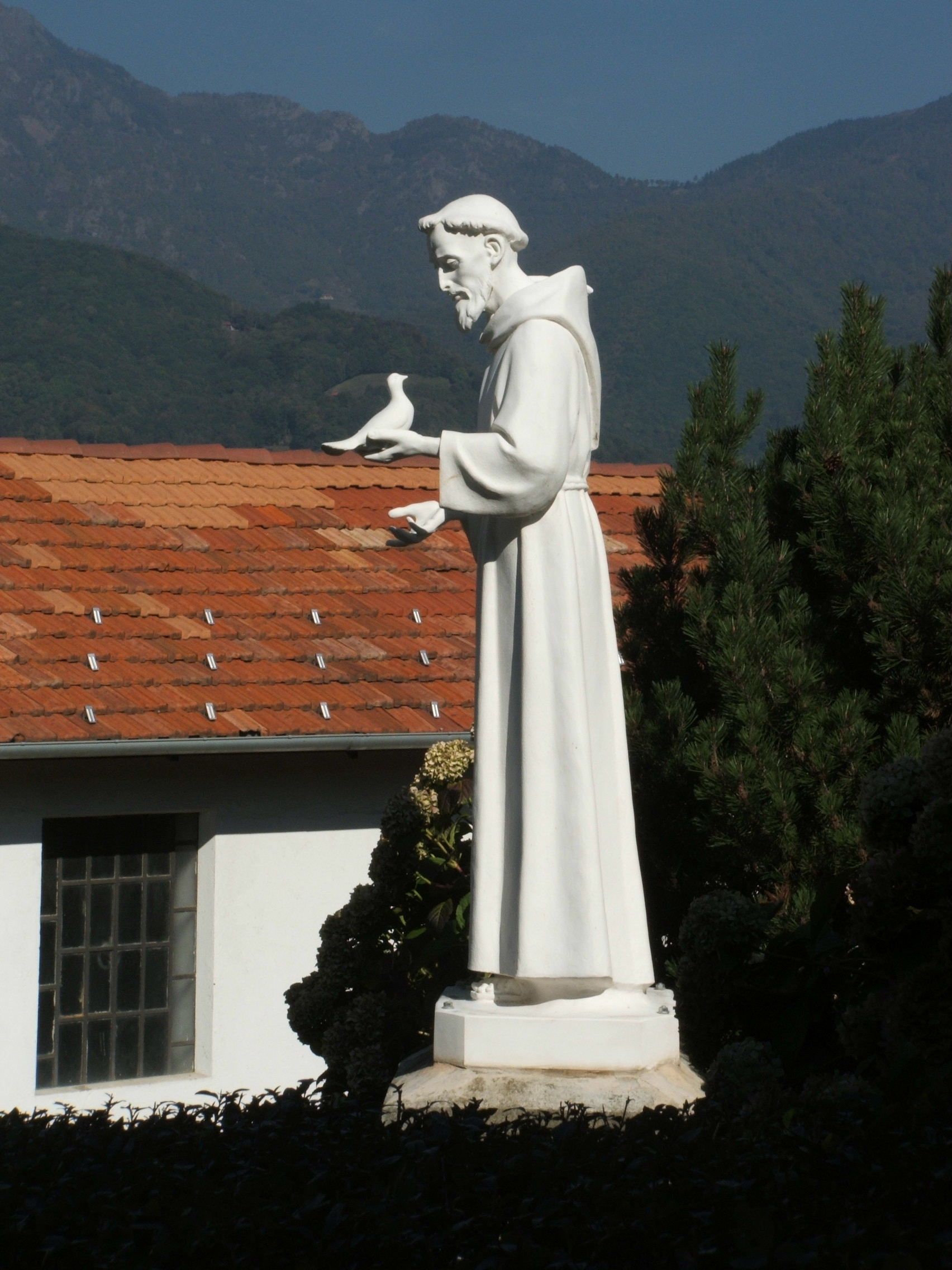
Estàtua de Sant Francesc

Va ser el mateix Sant Francesc qui va voler que els seus frares fossin i es diguessin "menors". El primer biògraf escriu: "Mentre s'escrivien aquestes paraules «Que siguin menors» a la Regla, tan bon punt les va escoltar exclamà: «Vull que aquesta fraternitat es digui Orde de Frares Menors»". El nom va ser oficialitzat a la Regla de 1223 i va romandre específic de l'Orde fins a l'establiment de les primeres reformes que, per òbvia necessitat, es van distingir afegint una mena de proprio al nom (observants, reformats, descalços o alcantarins, recol·lectes).
Era inevitable que amb el temps també s'atribuís un nom concret al grup del qual es van separar les reformes. Entre els diferents que es van utilitzar entre els segles xiv i xv arran del desenvolupament de la reforma observant (Communitas Ordinis fratres de claustro o claustrales, non de Observantia o non Reformati), un terme que ja prevalgué en ús a la segona meitat del segle xiii: el de Conventuales. De fet, la distinció també es remunta a aquella època per als menors de les esglésies als quals se'ls atorgaven els drets i privilegis de les col·legiates com, per exemple, la celebració dels sagraments, la predicació i la sepultura eclesiàstica
Aquesta distinció també afectava als habitatges (la loca de la Regola non Butllata o domus en la de 1223) que les Constitucions Narbonenses de 1260 distingien en loca conventualia i loca non conventualia, diferenciant els convents de la ciutat (amb les necessitats apostòliques que els caracteritzaven) per les ermites. Dels llocs el terme s'utilitzava simultàniament per indicar els frares que hi vivien i hi treballaven: el desembre de 1277 es va fer un llegat a Perusa fratribus minorus conventualibus de Campo Orti tal com s'anomenen els frares conventuals els del sagrat convent d'Assís a un testament de 1317
El mateix orde l'any 1259 fou anomenada i considerada conventual pel papa Alexandre IV que a la butlla Nimis iniuste identificava els Ordines fratres i els liberates Ordinis amb els fratres conventuales i els libertates de què gaudien com a prerrogatives. Una situació que va fer dir que dans le principe, les Mineurs étaient tous conventuels (en el principi, els Menors són tots conventuals). No obstant això , la denominació fratres minores conventuales només es va oficialitzar a partir de 1517 arran de la butlla Ite vos amb la qual Lleó X establia la separació definitiva dels observants amb la constitució d'un orde autònim anomenat Fratres Minores sancti Francisci Regularis Observantiae, al qual donà, conjuntament amb l'establiment de l'orde, la primacia jurídica.
L'evolució del nom corresponia, doncs, a la de l'orde: d'un genèric "convental", atribuït a una església o a un convent, el terme va passar a indicar una manera particular de viure l'ideal franciscà, en la reunió dels frares sovint amb una realitat -la de les grans ciutats italianes i europees- "que demanaven una vida religiosa més sensible a les necessitats d'estudi i d'apostolat a les quals l'Església les cridava".

## Història

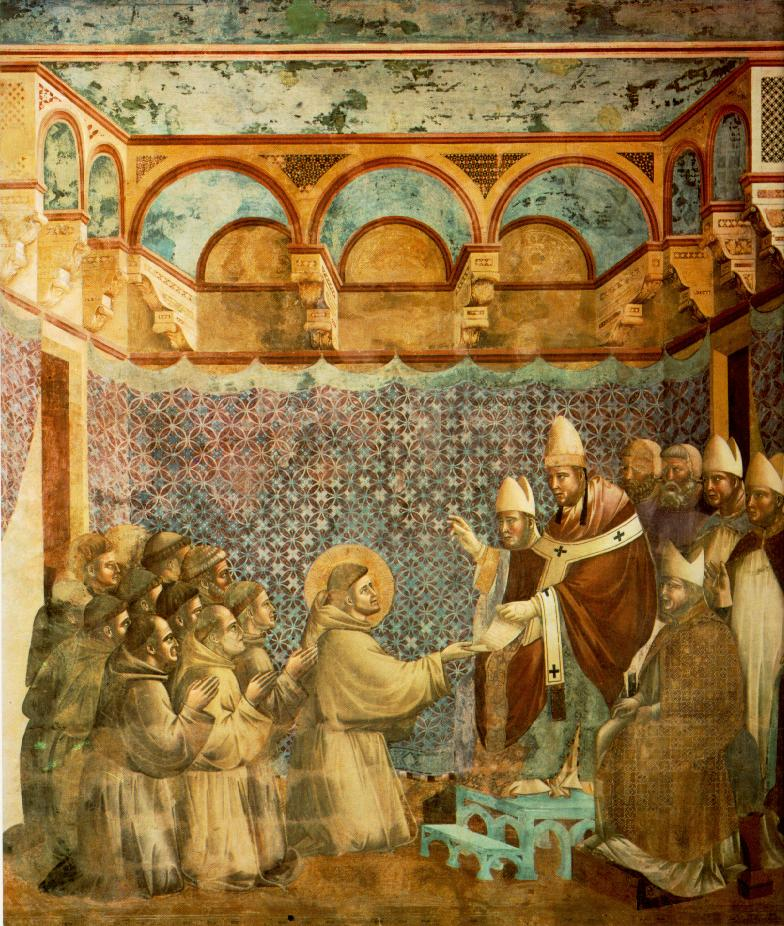
Assís, basílica superior de San Francesc, Giotto et alii, La confirmació de la Regla(post 1296?)

### De la intuïció a la institució (1209-1223)
És el mateix Francesc en el seu testament de 1226 qui relata l'inici d'aquell moviment que aviat s'estructurarà en un autèntic orde: "I després que el Senyor em va donar alguns frares, ningú em va mostrar el que havia de fer, sinó el mateix Altíssim em va revelar que havia de viure segons la forma del sant Evangeli. I ho vaig fer escrit amb poques paraules i senzillesa, i el Papa m'ho va confirmar". Era "una norma de vida o Regla, composta sobretot d'expressions de l'Evangeli" amb l'afegit d'"algunes altres directrius indispensables i urgents per a una vida santa en comú", l'anomenada propositum vitae que en 1209 (segons altres el 1210), el 16 d'abril segons la tradició, "la va obrir a Innocenci, i d'ell va rebre / el primer segell de la seva religió". A diferència d'altres ordes mendicants o que volien una vida en la pobresa, Francesc no qüestionava l'autoritat de l'Església, sinó que la considerava com a "mare" i li oferia sincera obediència. Francesc era la persona ideal per al papa, que podria finalment canalitzar les inquietuds i el desig de participar en l'Església dels sectors més humils. D'aquesta regla no se'n conserva el text, però: es pensa que podia consistir en citacions i fragments dels Evangelis.
El 1217 va tenir lloc el primer capítol general de l'orde a l'església de la Porciúncula d'Assís, primer establiment de l'orde. S'hi establí la primera divisió de l'orde en províncies, com també les primeres missions: més enllà dels Alps (França i Alemanya especialment) i més enllà del mar (a Terra Santa).
Una confirmació pública, encara que no fos definitiva, que en nom de les coronas parvulas encara autoritzava la predicació. També en virtut d'aquest consentiment, la fraternitat es va expandir considerablement fins a esdevenir i ser reconeguda per la mateixa autoritat papal com una veritable religio (sinònim d'ordo en l'ús de l'època) El mateix Francesc n'era conscient i "des del principi va considerar la comunitat de frares menors com un nou orde de l'Església: es considerava a si mateix i als seus seguidors com a membres d'una comunitat religiosa amb els mateixos deures que els altres ordes" de la qual però , la dels Menors, destaca clarament "perquè conté unes característiques absolutament noves i originals"" Sorgeix en el món un nou ordre, una nova vida extraordinària", canta l'antiga seqüència de la festa litúrgica de Sant Francesc, atribuïda a Tommaso da Celano
El 1220 Francesc va renunciar al govern de l'orde i nomenà vicari Pietro Cattani, que va morir un any després; el capítol general va nomenar el frare Elies vicari i va aprovar la Regla no butllada (Regola non bollata), que Francesc havia escrit el 1221. En ella, la fraternitat ja és anomenada Religio dels Germans Menors.
Però l'entusiasme que va marcar aquests inicis i la fascinació que aquesta novetat va tenir en molts va comportar inevitablement situacions crítiques no menyspreables, segno senyal que el "carisma" necessitava trobar una forma pròpia, la de la institució. El testimoni de Jacques de Vitry es pot llegir en aquest sentit, tal com va escriure a principis de 1220: "Aquesta religió augmenta molt en nombre arreu del món. La raó és aquesta: que imiten descaradament la forma de vida de l'Església primitiva i la vida dels apòstols en tot. Tanmateix, ens sembla que aquesta religió conté dins d'ella un perill molt greu, perquè són enviats de dos en dos per tot el món, no només els perfectes, sinó també els joves i immadurs, que haurien d'haver estat controlats i provats per algun temps sota disciplina conventual”.
Una situació que devia preocupar bastant el mateix Francesc. El primer biògraf relata una visió nocturna, una "gallina petita i negra" que "tenia molts pollets que, per molt que vagaven al seu voltant, no podien reunir-se sota les seves ales". Francesc reconeix en aquells pollets els seus frares, "que han crescut en nombre i gràcia", als quals "és incapaç de protegir. Per tant, conscient de les seves limitacions, es va afanyar a apel·lar al mateix pontífex que li va concedir com a protector el cardenal Ugolino, aleshores bisbe d'Ostia, com a protector.
La intervenció papal no es va fer esperar. Amb la butlla Cum secondom consilium del 22 de setembre de 1220 Honori III va establir el noviciat (o any de prova) a l'orde, prohibint a qualsevol vagar fora de l'obediència amb hàbit de frare menor. Als superiors se'ls va concedir el poder d'imposar penes canòniques als transgressors. Aquestes regles les trobem al capítol II de la Regola non Butllata, redactada l'any 1221, que fa referència explícita a "l'ordre del Senyor Papa" i tracta de "l'any de prova" i de la roba, ambdues del novicis (i panni) que dels altres frares "que ja han promès obediència". Una "promesa" com a acte jurídic que situa el beneficiari en una relació d'obediència específica amb el superior i, a través d'ell, amb la comunitat i amb la mateixa Església. No obstant això, es va continuar treballant sobre el text de tota la Regla que, privat de la majoria de les seves referències bíbliques i espirituals, es va fer més àgil i sensible a les necessitats d'un text canònic . És l'anomenada Regula bullata que el papa Honori III va publicar amb la butlla Solet annuere del 29 de novembre de 1223. Només llavors, l'orde va ser oficialment reconegut per l'església de Roma. Aquesta regla, definitiva, és coneguda com a Regla butllada (Regola bollata), per contraposició a l'anterior.

### La conventualització de l'Orde i els conflictes amb els espirituals (1230-1318)
Mentrestant, l'Orde continuava expandint-se i amb ella creixien les necessitats de la comunitat i de la mateixa missió apostòlica, posant a prova el rigor de la Regla definitiva, sobretot pel que fa a l'ús dels béns, sobre el qual encara era més. restrictiu que el "no segellat".
En morir el Fundador (va morir prop de la Porziuncola el 3 d'octubre de 1226), Gregori IX va haver de decidir sobre la qüestió i, recolzant-se en la "longa familiaritas" que tenia amb el sant, amb la butlla Quo elongati va establir la caràcter no obligatori del Testament pel que fa a la prohibició de glosar la Regla que es podria interpretar així a favor del simple ús de facto dels béns, excloent-ne la titularitat. Al cap d'uns anys va intervenir Innocenci IV sobre el mateix tema que, tot "confirmant la pobresa absoluta de l'orde i reclamant la propietat d'aquells béns per als quals els donants no s'havien reservat el domini a l'Església, va permetre als frares recórrer als diners no només per a coses necessàries, sinó també per a coses útils i còmodes, sobretot quan les seves dificultats havien estat ignorades"
No van faltar les protestes dels fanàtics preocupats per una relaxació de l'orde que, però, també gràcies a aquelles normes, va continuar la seva difusió i inevitable “conventualització”: es va traslladar cada cop més de les ermites a les ciutats, entre la gent; es van construir esglésies i convents que sovint es van convertir en autèntics monuments d'art; la demanda creixent de serveis pastorals requeria una major clericalització; va augmentar la necessitat d'una formació cultural adaptada a les noves necessitats, formació que en diversos casos va portar alguns frares a càtedres universitàries de l'època; nombrosos frares van ser investits amb càrrecs eclesiàstics (legats pontificals, bisbes i arquebisbes, papes).
Aquesta evolució va ser recolzada pels grans personatges que van caracteritzar l'orde d'aquella època: fra Elies de Cortona, que el mateix Francesc va voler com a vicari seu (1221-1227) i que va ser el segon general de l'Orde (1232-1239); Antoni de Pàdua, que va formar part de la Comissió que va obtenir la primera declaració sobre la Regla de Gregori IX; Bonaventura de Bagnoregio, que com a ministre general (1257-1274), tot i que va condemnar decididament els abusos, va fer confirmar les atenuacions i privilegis anteriorment concedits a l'Orde, "demanant-ne de nous quan semblaven útils o necessaris per a la vida i l'apostolat del frares".
Va ser sota el general de Bonaventuria, al capítol de Narbona l'any 1260, que es van aprovar les Constitucions, anomenades "Narbonnesi", que van caracteritzar la vida posterior de l'Orde, tant que va ser considerada per molts com una mena de "segon fundador". Els segles xiv i xv es van caracteritzar per una crisi general que va afectar l'Església i la societat: guerres que van devastar tot Europa, la captivitat d'Avinyó del papat, el gran Cisma d'Occident. Al mateix temps, l'esperit renovador de l'Humanisme i el Renaixement van comportar un debilitament dels ideals religiosos.
Els temps recomanaven altres atenuacions concedides per Climent V amb la butlla Exivi de Paradiso, promulgada a la cloenda del Concili de Vienne el 6 de maig de 1312, en la qual sorgeix la preocupació per la unitat de l'Ordre. El mateix va fer Joan XXII que, tot i que va condemnar -encara que els reduïa- els abusos denunciats pels espirituals, els va advertir del risc de fanatisme amb què s'oposaven a la vida més moderada, però també més treballadora, de la comunitat i, amb això, la pròpia voluntat de l'Església que l'havia fet possible, cridant-los finalment a l'obediència definida com a bonum maximum. Hi va haver qui es va sotmetre i qui, rebutjant la invitació del pontífex, va abandonar la comunitat per fundar el seu propi orde. Per aquesta desobediència els espirituals -i amb ells els frares amb els quals s'havien refugiat i amb els quals estaven confosos- foren condemnats definitivament amb la butlla Gloriosam Ecclesiam del 23 de gener de 1318.

### La qüestió de la pobresa i el naixement del moviment de l'Observança (1322-1368)
En aquest període va sorgir la disputa sobre l'absoluta pobresa de Crist i dels apòstols, una qüestió que semblava a l'orde soscavar els seus mateixos fonaments. El ministre general Fra Michele de Cesena, que amb el suport de Joan XXII s'havia oposat fermament al moviment dels espiritiuals, aquesta vegada va entrar en un conflicte obert amb el pontífex fins al punt de ser deposat i excomunicat per ell (1329) acusat d'heretgia. per haver sostingut -en contra de la definició papal- que Crist i els apòstols no posseïen res ni en privat ni en comú.
Uns anys abans Joan XXII havia intervingut dràsticament per reduir la suposada perfecció de l'orde acusat de presumir d'una pobresa "absoluta" que en realitat només era "simulada". Amb la butlla Ad conditorem canonum del 8 de desembre de 1322 es va suprimir la pràctica, vigent des de l'època de Nicolau III, que permetia als frares utilitzar, per mitjà de procuradors, béns la propietat dels quals s'atribuïa a la Seu Apostòlica, així salvaguardant el precepte de la Regla de no apropiar-se de res. A partir d'aquest moment l'orde es va trobar, almenys de iure , propietari i administrador directe dels béns, com ja passava a altres ordes mendicants com els dominics per exemple.
La qüestió, com ho demostra la història de Michele da Cesena, va ser mal digerida per l'Ordre que, tanmateix, va acabar adaptant-se al nou estatus adaptant pràctiques i legislació. Els Administradors i els anomenats Majors Apostòlics suprimits per Joan XXII van ser, però, restaurats per Bonifaci VIII el 1295 i Martí V el 1430 va tornar a la Santa Seu la propietat dels béns en ús dels Frares Menors, codificant i justificant. els costums que s'havien produït entre tant i als quals hauria estat anacrònic renunciar perquè eren la base de la contínua evolució de l'orde que a finals del segle xiv comptava amb 34 Províncies, més de 1500 Convents, aproximadament 35000 religiosos Però hi havia qui a la comunitat no volia i es va poder adaptar.
Els intents de tornar a l'antic ideal tenien com a referència l'ermita de Brogliano als Apenins Úmbria-Marques. El 1334 va veure la iniciativa de fra Giovanni della Valle (o delle Valli) que, amb l'aprovació papal va obtenir per als seus seguidors la concessió d'algunes ermites (inclosa la de les presons properes a Assís) i l'exempció de jurisdicció del Provincial d'Umbria. Però la seva experiència va ser interrompuda per la mateixa autoritat papal que temia una divisió de l'Orde Fra Paoluccio Trinci va tenir més sort l'any 1368, ja que va rebre el permís del ministre general Tommaso da Frignano per tornar a provar al mateix lloc una experiència de rigorosa observança de la Regla (a causa de l'ús de sabates de fusta que portaven a causa de la duresa del el lloc, els frares eren anomenats "zoccolanti").

### La difícil convivència dins l'Orde (1368-1517)
La reforma de Paoluccio Trinci - gràcies també a la protecció política dels seus familiars, senyors de Foligno - es va estendre ràpidament. El 1380 el mateix Paoluccio va ser nomenat pel ministre provincial d'Úmbria com a comissari de les comunitats que havia reformat (1380), mentre que el febrer de 1384 se li va permetre acceptar novicis. Cal considerar que "els observants de l'època trinciana es van limitar a ocupar llocs pobres i a estendre la seva presència a zones aïllades allunyades dels nuclis de les ciutats, sense provocar així tensions i evitar en la mesura del possible qualsevol disputa verbal amb els frares de la resta de la Comunitat de l'Ordre [...]. Els observants d'aquesta època són simplement considerats membres de l'orde, frares pobres i devots que estaven autoritzats a viure en ermites”.
La fase de major desenvolupament de l'Observança es va produir amb l'adhesió al moviment de grans personalitats com Bernardino da Siena, Giovanni da Capestrano i Giacomo della Marca i gràcies al suport d'Alberto da Sarteano: el moviment es va obrir amb ells a l'estudi i la predicació, abandonant a poc a poc el component eremico-contemplatiu. No obstant això, en aquesta línia avançava la reforma observadora a França, que des del principi va donar "preferència al culte sobre l'estudi i l'apostolat" amb l'establiment en convents de la ciutat. La seva evolució va ser notable i va obtenir l'autonomia de Benet XIII respecte al govern local de l'Orde, concessió però revocada -en nom dels riscos per a la unitat de l'Orde- pel nou papa Alexandre V, elegit pel Concili de Pisa de 1409, amb la butlla Ordinem Fratrum Minorum. L'enfrontament va continuar i va arribar al Concili de Constança al qual van apel·lar els observadors. Amb el decret Supplicationibus personarum del 23 de setembre de 1415, el concili -seu vacant- va concedir als observants francesos la possibilitat d'elegir un vicari per a cada Província (França, Touraine i Borgonya) i, sobretot, un vicari general amb les mateixes competències que el ministre general de l'Ordre.
Però el decret conciliar va preocupar molt la resta de l'Orde que temien l'extensió d'aquelles concessions a altres experiències semblants tant a Itàlia com a Espanya. Un intent d'esclafar aquestes concessions es va fer al capítol general de Màntua el 1418 i es va acreditar que el papa Martí V no havia revocat mai les decisions conciliars sobre els observants. El mateix pontífex va decidir llavors confirmar oficialment el decret de Constança amb la butlla Romanum Pontificem del 7 de maig de 1420.
Però les tensions no van cedir. El mateix Martí V va pressionar sense èxit el capítol general convocat a Forlì el 1421 per escollir un ministre general "observant". Una altra intervenció de Martí V va tenir lloc amb motiu del capítol d'Assís l'any 1430 (el primer anomenat "generalissimo" perquè participaven totes les entitats reformades de l'Orde) en el qual va promoure noves Constitucions ("d'Assís", però anomenades martinianes) que prohibien l'ús dels diners i establien la renúncia a béns immobles que, per tant, s'havien de vendre. Uns mesos més tard, però, Guglielmo da Casale, el nou ministre general, va obtenir l'autorització per derogar a les noves regles sobre pobresa que, tanmateix, van ser reinstaurades l'any següent pel papa Eugeni IV només per ser definitivament revocades pel mateix. pontífex l'any següent.
Tanmateix, Eugeni IV no va renunciar a la seva voluntat de reformar l'Ordre dels Menors des d'una perspectiva observadora, intervenint directament o indirectament en diverses situacions, com per exemple en el nomenament de Bernardino da Siena com a vicari i comissari del ministre general per a la Observants italians, fins a la butlla Ut sacra amb la qual l'any 1446 va completar el procés d'autonomia dels observants, allunyant-los de la jurisdicció dels Provincials i limitant la del ministre general a la vida i la correcció, sense tanmateix. la facultat d'ingerir en el govern de la Família Observant que pertanyia únicament al vicari general. La butlla també definia el possible pas dels frares de la comunitat a l'observança, però prohibia el camí invers. L'acte final de la política pro-observant d' Eugeni IV va ser la decisió de sotmetre tots els grups reformats, fins aleshores sotmesos als ministres (subminiris), a l'obediència dels vicaris de l'observança dels seus respectius territoris, sota pena d'excomunió.
Eugeni IV va morir a Florència el 23 de febrer de 1447 i l'Observança va perdre el seu principal protector. La Comunitat se n'aprofità, amb la intenció de fer anul·lar les concessions dels anomenats "bous eugenis" (en particular la Ut sacra) i tornar així els observants a l'autoritat dels ministres. Els intents de pau de Nicolau V van ser en va com els del seu successor Calixt III que va convocar les dues faccions a Assís en un Capítol presidit per un dels seus delegats. Les posicions irreductibles dels dos grups van ser presentades al Papa que va encarregar a Giacomo della Marca la mediació d'una solució que li va portar crítiques d'ambdós. Si d'una banda reconeixia l'obligació d'obediència dels frares observants envers el ministre general, de l'altra confirmava l'autonomia que ara havien adquirit. Les crítiques del partit conventual eren previsibles, però el Papa les va ignorar, incorporant efectivament les conclusions del seu designat a l'Illius cujus in pace (o Bulla concordiae) del 2 de febrer de 1456. El document reconeixia l'autoritat efectiva del ministre general sobre el vicari general." observant", però "el govern ordinari dels observants va romandre substancialment autònom i en aquest sentit es va garantir tant la reforma com el desenvolupament del mateix. A més, els observants podien influir amb el seu dret de veu activa en l'elecció del ministre general, mentre que els conventuals no podien exercir cap influència en l'elecció dels tres candidats al vicariat general i en la dels vicaris provincials”.
Però al final la butlla de la concòrdia va quedar com a lletra morta i no va trobar cap aplicació a cap de les parts. Pius II també es dedicà a la pacificació amb la carta Pro nostra de l'11 d'octubre de 1458  amb la qual revocava les disposicions del seu predecessor, restaurant -a l'espera d'una solució diferent- la Ut sacra d'Eugeni IV. Almenys el període del pontificat de Pau II va ser aparentment pacífic, però va haver d'intervenir per regular les transicions d'un bàndol a un altre i, sobretot, l'ocupació il·legal dels convents. 
Però les coses van tornar a empitjorar amb l'arribada del papa Sixt IV i la seva iniciativa de nomenar una comissió que avalués l'oportunitat de revocar la butlla eugeniana.
L'opinió positiva de la comissió va ser evidentment oposada pels observadors que van demanar la intervenció dels prínceps i governants dels països on la reforma era present, demostrant que gaudien del ple suport del poder laic. Assistim així a una inversió de rols: "si abans, de fet, era l'Observança la que estava sotmesa a pressions de la Comunitat de l'Orde, a partir d'ara seran els observants, conscients del seu prestigi moral entre els principis seglars, que pesaran sobre tots els menors -amb l'excusa de la reforma- la seva tendència a prendre el relleu. Emblemàtic en aquest sentit és el tristíssim fenomen (que ve a caracteritzar els anys posteriors al 1472) de la violenta ocupació dels convents de la Comunitat per part dels observants assistits per laics”.
Després de la mort d'Eugeni IV, hi va haver intents de donar al que va quedar com un sol orde una legislació adequada per reconciliar les dues ànimes. L'últim el va dirigir el papa Juli II, que havia estat cardenal protector i partidari dels observants, que l'any 1506 va convocar un capítol general i va proposar noves constitucions (la Statuta Iuliana), que però van ser rebutjades pels observants.

### El capítol "generalíssim" de Roma i la butllaIte vosdel 29 de maig de 1517
A principis del segle xvi, el papa Lleó X constatà la impossibilitat de fer conviure sota la mateixa regla i el mateix govern conventuals i observants amb la butlla Ite vos del 29 de maig de 1517, reconeixent a aquests darrers plena autonomia i independència. "També els va concedir el privilegi de representació oficial de l'Orde dels Menors, i per aquesta primacia legal els va anomenar simplement "FM", sense deixar de banda, però, el títol més distintiu de "FM de l'Observació Regular" que de fet prevalgué fins al 1897. Va elevar al mateix temps a la dignitat de ministres dels seus vicaris generals i provincials, i els reservà només a ells el règim ministerial previst per sant Francesc en la seva Regla amb el ministre general i els ministres provincials. Finalment, sotmetia a la seva jurisdicció, per omnia, qualsevol nova reforma sorgida a l'Orde"" va fusionar tots els grups reformats en l'Orde dels Frares Menors d'Observació Regular: els altres van passar a constituir l'Orde dels Frares Menor Conventuals, sota la direcció d'un ministre general.

### Elseglexx: el renaixement
Avui els frares menors conventuals porten un hàbit negre -als països on van patir la supressió- amb caputxa i musseta-escapulari; mentre que a les terres de missió comencen a recuperar l'antic color de l'hàbit franciscà: el gris cendra. Continuen vigilant, entre altres coses, la basílica de San Francesc i el sagrat convent d'Assís i la basílica de Sant Antoni de Pàdua; el seu principal centre d'estudis és la Pontifícia Facultat Teològica de San Bonaventura, a Roma. Entre els centres de formació i culturals hi ha també, entre d'altres, l'Institut Teològic Sant Antoni Doctor de Pàdua i l'Studio Generale de Rensslear, als Estats Units. De particular valor per a la història de l'orde franciscà són la Biblioteca del Sagrat Convent d'Assís i la Biblioteca Pontifícia Antoniana de la Basílica del Sant de Pàdua, on es conserven nombrosos codis i manuscrits de les primeres generacions franciscanes.

### Divisions
A la mort de Francesc, el 1226, l'orde va passar una difícil fase de transició. El 1258 va ser elegit ministre general Sant Bonaventura de Bagnoregio que és considerat com un segon fundador de l'orde, que llavors ja s'havia estès per bona part d'Europa. En 1274, a la seva mort, es van aprofondir les divisions que es venien manifestant entre els germans "de la comunitat" o conventuals, que privilegiaven la presència de la comunitat en els nuclis urbans per tal facilitar la predicació de l'Evangeli i el servei als pobres, i els germans "espirituals" o observants, que tenien ideals de pobresa absoluta i donaven més importància a la dimensió ascètica i eremítica de la vida comunitària.
La interpretació més o menys rígida de la Regla butllada, que ja no va ser mai modificada, va originar, a partir del segle xiv, els diversos corrents i divisions de l'orde: els frares menors observants, els frares menors descalços, els frares menors caputxins, etc. El tronc originari continuava essent el dels conventuals.

### Separació de 1517
A l'inici del segle xvi, el papa Lleó X, consta la impossibilitat de fer conviure sota una mateixa regla i constitucions els observants i els conventuals; amb la butlla Ite vos (29 de maig de 1517), va reunir els grups reformats de tendència observant a l'Orde dels Frares Minors de la Regular Observança. Els altres grups van formar l'Orde dels Frares Menors Conventuals, sota la direcció d'un Mestre General. El papa va concedir als observants la primacia jurídica de l'orde, que havien tingut fins llavors els conventuals. En aquell moment, els conventuals eren uns 30.000 membres, igual que els observants.
Possiblement, en proclamar la butlla, Lleó X no pensava en la pervivència dels conventuals, sinó en una tolerància provisional mentre els conventuals adoptaven la reforma. Pius V volia, el 1568, unir les dues famílies, però va trobar oposició al projecte. Sixt V, antic general dels conventuals, va treballar per a la reforma interna de l'ordde.
Els franciscans conventuals van anar adoptant algunes reformes i van estabilitzar-se, sense entrar en el procés de reforma contínua de la família observant.
La separació entre els dos grups va ser confirmada per Lleó XIII, que amb la butlla Felicitate quadam (4 d'octubre de 1897) va reorganitzar els ordes franciscans.

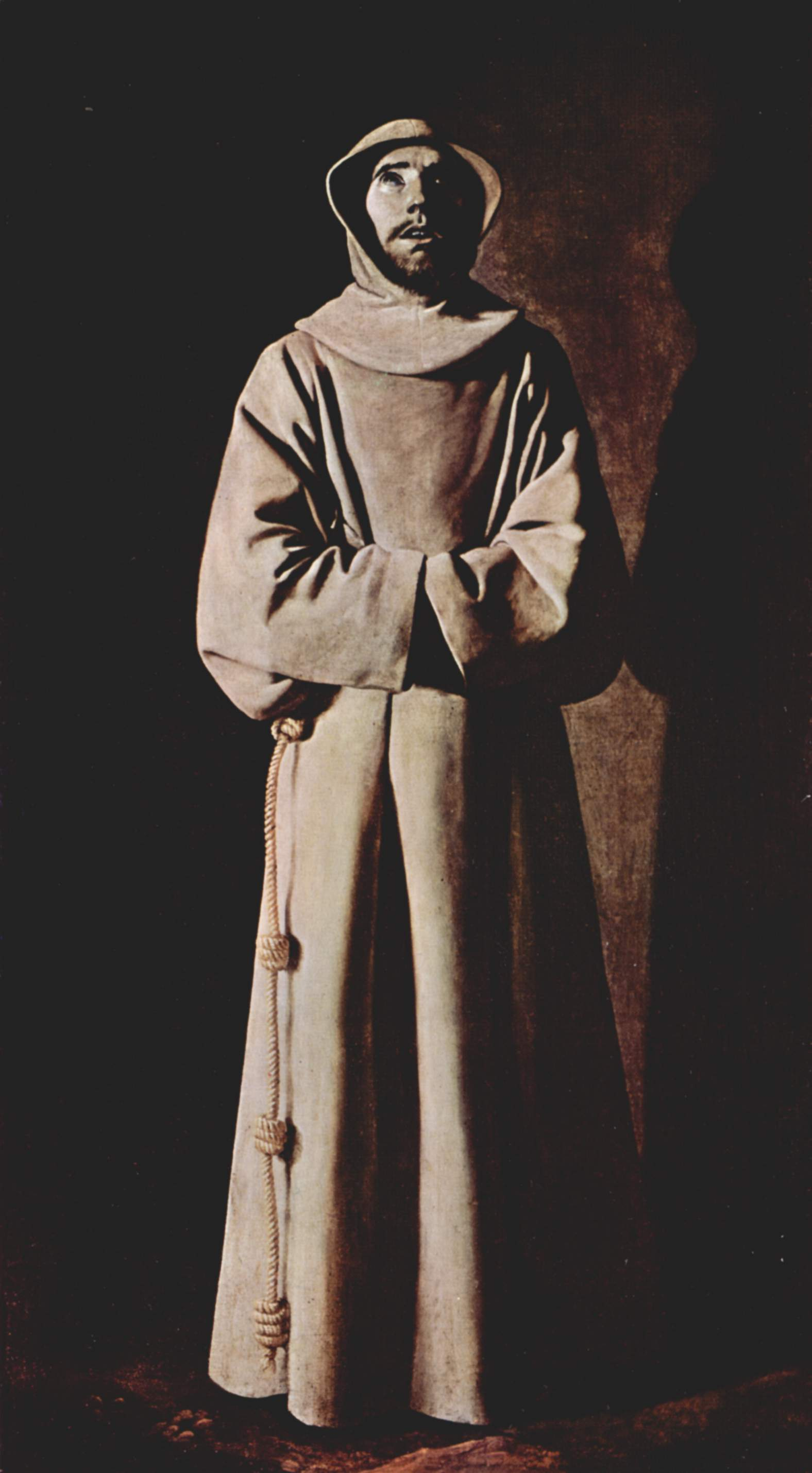
Sant Francesc, per Zurbarán, 1645 (Lió, Musée des Beaux-arts), on es mostra l'hàbit gris original de l'orde
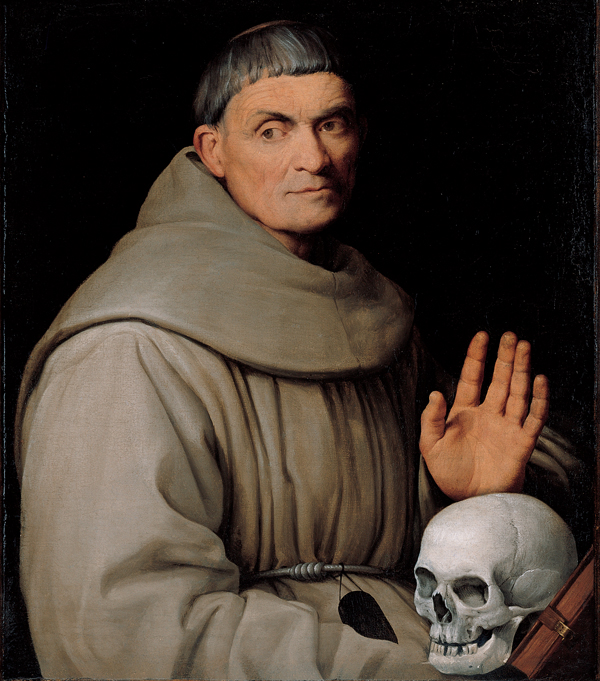
Retrat d'un frare per Jacopo Bassano, 1542 (Kimbell Art Museum), amb l'hàbit gris
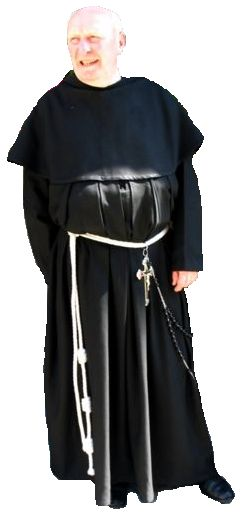
Hàbit negre d'un franciscà actual, amb el cordó
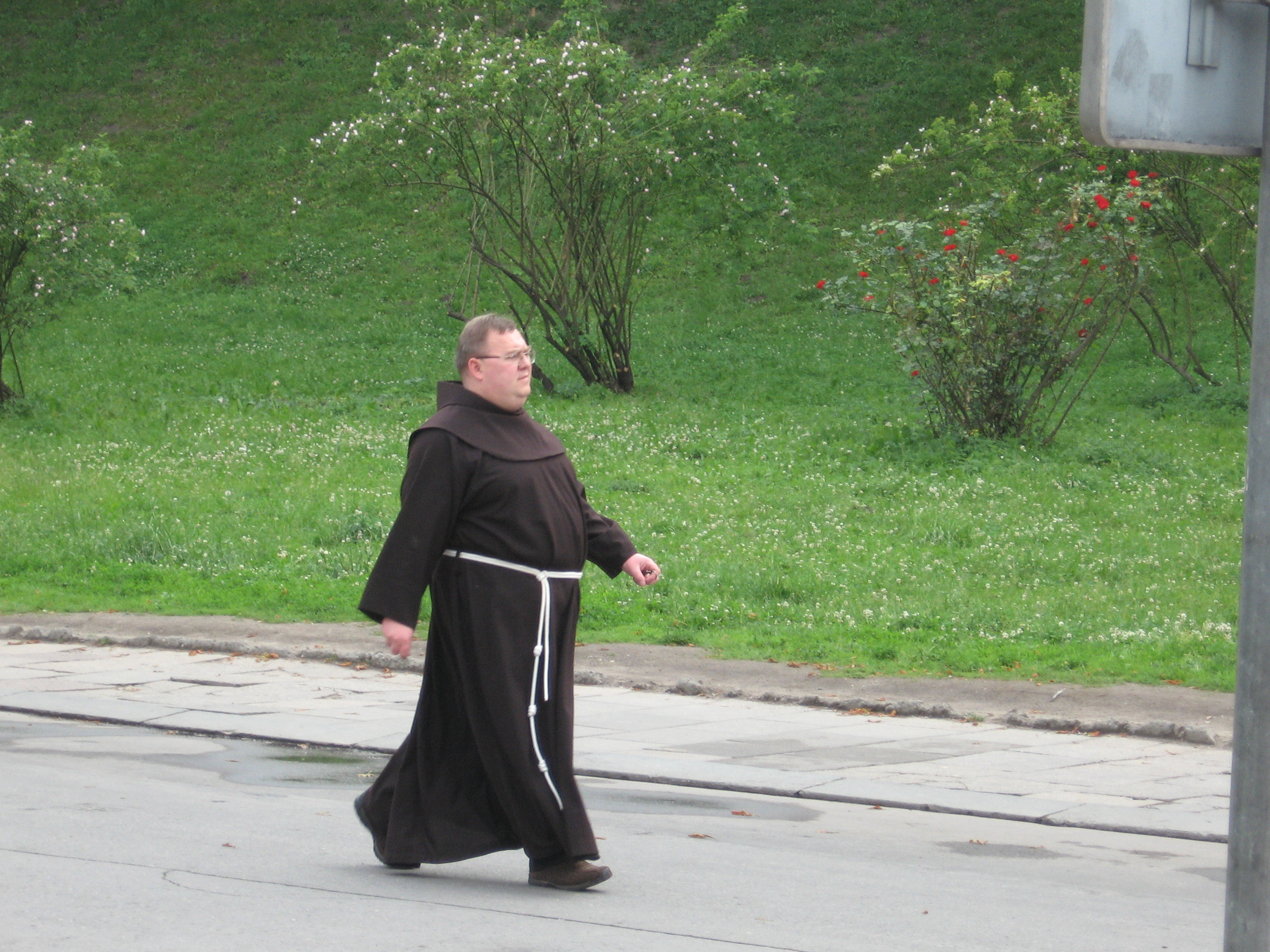
Franciscà conventual polonès amb l'hàbit marró fosc

## Personalitats de l'orde
Els Frares Menors Conventuals es consideren continuadors històrics i espirituals de l'Ordo Minorum original fundat per Sant Francesc. S'inspira en les figures santes que l'orde encara unificat havia originat, la majoria vinculats a la tradició conventual i de predicació: Antoni de Pàdua, els protomàrtirs de l'orde Berard, Otó, Pere, Acursi i Adiut, Bonaventura de Bagnoregio o els beats Egidi d'Assís, Tomàs de Celano, Joan Duns Escot, entre d'altres.
Després de la divisió de 1517, l'orde ha comptat amb nous sants i beats, com Josep de Copertino, Maksymilian Maria Kolbe, Francesco Antonio Fasani.

## Actualitat de l'orde

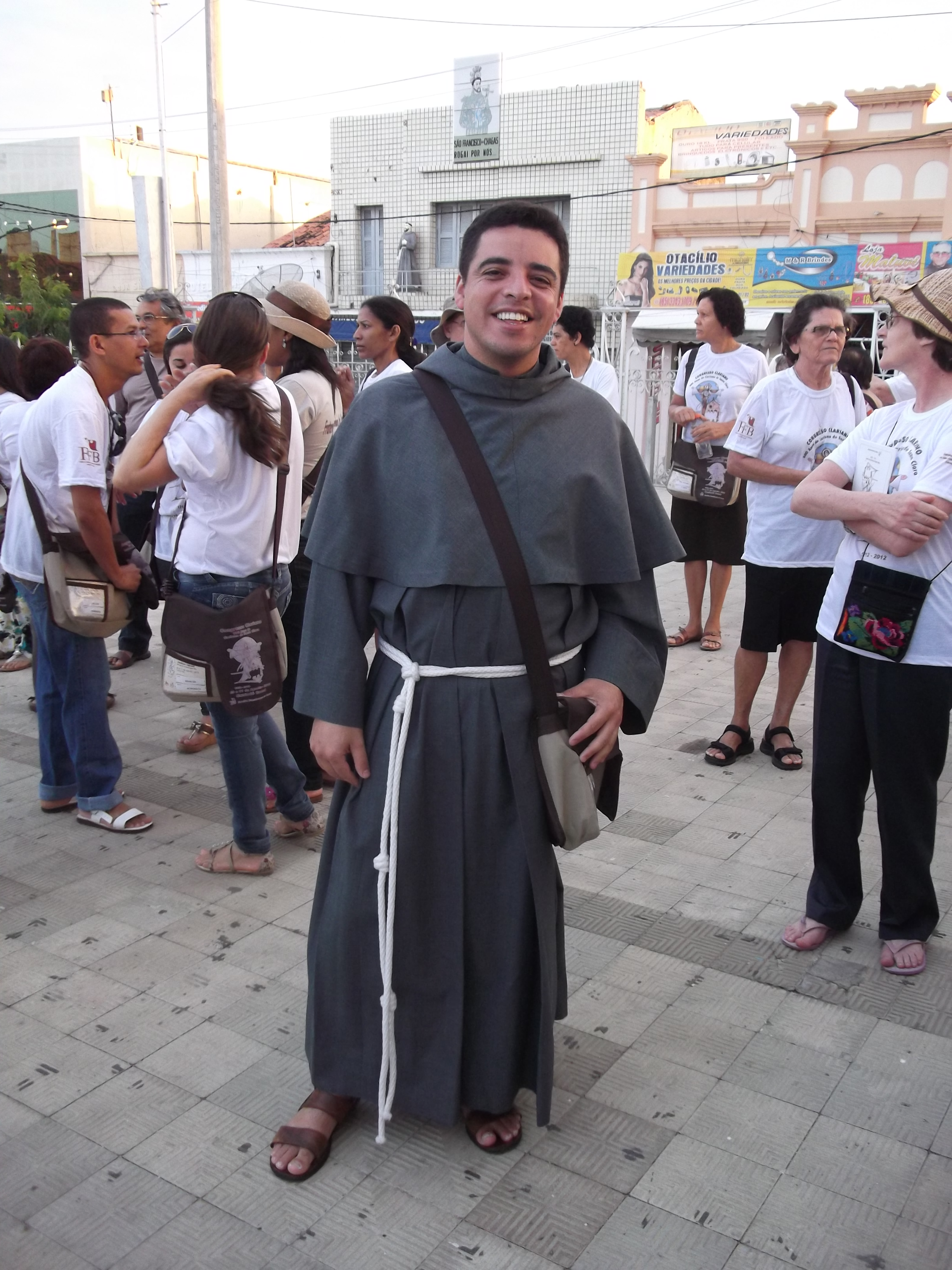
Un Franciscà Conventual al Brasil

Els Frares Menors Conventuals porten avui un hàbit negre amb caputxa i escapulari, als països on va haver-hi supressions; a les terres de missió (Amèrica, Àsia i Àfrica), han recuperat l'antic color de l'hàbit franciscà original: gris de cendra.
Són els custodis de la Basílica de Sant Francesc d'Assís i el convent annex, i tenen com a principal centre cienfífic la Facoltà Teologica di San Bonaventura a Roma. La cúria general de l'orde és a Roma, al Convento dei Santi XII Apostoli.
En començar 2005, l'orde comptava amb 4.639 religiosos (dels quals 14 bisbes, 2.914 sacerdots i 10 diaques permanents), en 654 cases agrupades en 36 províncies de 60 estats (5 d'africans, 17 americans, 8 asiàtics, 29 europeus i Austràlia).